# Istituzioni di Paolo
Le Istituzioni (in latino Institutiones) sono un manuale di diritto civile romano in due libri, scritto dal giureconsulto Paolo nel III secolo d.C.
I soli quattro frammenti superstiti (di cui tre contenuti nel Digesto e un quarto tramandato da Boezio), concernenti il possesso, le servitù prediali, le obbligazioni e le doti, sono stati raccolti dal romanista tedesco Otto Lenel nella sua Palingenesia iuris civilis, dove ha tentato di ricostruire le opere dei giuristi romani.
Le Istituzioni di Paolo constano di 2 libri, così come il manuale istituzionale di Ulpiano, mentre le Istituzioni di Gaio e quelle di Giustiniano sono in 4 libri; anche l'ordine delle materie sembra alquanto diverso: in particolare, la dote è trattata da Paolo dopo le obbligazioni.